# Leptotrachelus
Leptotrachelus is een geslacht van kevers uit de familie van de loopkevers (Carabidae). De wetenschappelijke naam van het geslacht is voor het eerst geldig gepubliceerd in 1829 door Latreille.

## Soorten
Het geslacht Leptotrachelus omvat de volgende soorten:
- Leptotrachelus aequinoctialis (Chaudoir, 1848)
- Leptotrachelus amplipennis Liebke, 1928
- Leptotrachelus basalis (Perty, 1830)
- Leptotrachelus brevicollis Boheman, 1858
- Leptotrachelus bruchi Liebke, 1928
- Leptotrachelus cruciger Liebke, 1938
- Leptotrachelus debilis Chaudoir, 1872
- Leptotrachelus depressus Blatchley, 1923
- Leptotrachelus dilaticollis Bates, 1883
- Leptotrachelus dorsalis (Fabricius, 1801)
- Leptotrachelus fulvicollis Reiche, 1842
- Leptotrachelus fulvus Motschulsky, 1864
- Leptotrachelus fuscus Liebke, 1939
- Leptotrachelus humeralis Liebke, 1928
- Leptotrachelus labrosus Liebke, 1928
- Leptotrachelus laevigula Liebke, 1928
- Leptotrachelus marginatus Brulle, 1834
- Leptotrachelus mexicanus (Chaudoir, 1852)
- Leptotrachelus nigriceps Chaudoir, 1872
- Leptotrachelus nigripennis Liebke, 1928
- Leptotrachelus pallens Motschulsky, 1864
- Leptotrachelus pallidipennis Chaudoir, 1872
- Leptotrachelus pallidulus Motschulsky, 1864
- Leptotrachelus parallelus Liebke, 1928
- Leptotrachelus parcepunctatus Liebke, 1928
- Leptotrachelus planicollis (Chaudoir, 1848)
- Leptotrachelus planus Motschulsky, 1864
- Leptotrachelus plaumanni Liebke, 1938
- Leptotrachelus punctaticeps Chaudoir, 1872
- Leptotrachelus riedelii (Eschscholtz, 1829)
- Leptotrachelus setulosus Liebke, 1928
- Leptotrachelus striatopunctatus Chaudoir, 1872
- Leptotrachelus suturalis Castelnau, 1832
- Leptotrachelus testaceus Dejean, 1831